# Hrabstwo New Haven

Piramida wieku hrabstwa

Hrabstwo New Haven (ang. New Haven County) – hrabstwo w stanie Connecticut w Stanach Zjednoczonych. Hrabstwo zajmuje powierzchnię 2 232,62 km². Według szacunków US Census Bureau w roku 2006 miało 845 244 mieszkańców.

## Miejscowości
| - Ansonia - Beacon Falls - Branford - Bethany - Cheshire - Derby | - East Haven - Guilford - Hamden - Middlebury - Madison - Meriden | - Milford - Naugatuck - North Branford - North Haven - New Haven | - Orange - Oxford - Prospect - Seymour - Southbury | - Wallingford - Wolcott - Waterbury - West Haven - Woodbridge |

## CDP
- Branford Center
- Heritage Village